# 에스토니아 태권도 연맹
에스토니아 태권도 연맹(에스토니아어: Eesti Taekwondo Liit, ETL)은 에스토니아의 태권도 단체로, 국제 태권도 연맹의 가맹 단체이다. 1992년에 설립되었으며 국제 태권도 연맹(ITF)과 에스토니아 올림픽 위원회의 가맹 단체이다.